# گمینا بارانوف ساندومیرسکی
گمینا بارانوف ساندومیرسکی (به لهستانی:  Gmina Baranów Sandomierski) یک گمینا در لهستان است که در شهرستان تارنوبژگ واقع شده‌است. گمینا بارانوف ساندومیرسکی ۱۲۱٫۸۶ کیلومتر مربع مساحت و ۱۱٬۹۷۷ نفر جمعیت دارد.